# Raimundo Infante
Raimundo Infante Rencoret (* 19. Dezember 1928 in Santiago de Chile; † 7. September 1986) war ein chilenischer Fußballspieler. Er nahm mit der Nationalmannschaft Chiles an der Fußball-Weltmeisterschaft 1950 teil.

## Karriere

### Verein
Infante spielte als Profi bei CD Universidad Católica. Mit diesem Klub gewann er 1949 den nationalen Meistertitel. Nach einem Gastspiel in Frankreich beim FC Rouen kehrte Infante zu seinem früheren Klub Universidad Católica zurück. 1954 wurde er erneut chilenischer Meister. In der darauffolgenden Saison stieg Universidad Católica als amtierender Meister ab. Nach dem unmittelbaren Wiederaufstieg beendete Infante 1956 seine aktive Laufbahn. Mit 113 Toren ist er der zweitbeste Torschütze in der Geschichte des Vereins.

### Nationalmannschaft
Ohne zuvor ein Länderspiel bestritten zu haben, wurde Infante für das Campeonato Sudamericano 1947 nominiert. Bei diesem Turnier bestritt er am 6. Dezember 1947 im Auftaktspiel gegen Uruguay sein erstes Spiel für die chilenische Nationalmannschaft. Beim 4:3-Sieg gegen Bolivien am Silvestertag 1947 erzielte er sein erstes Länderspieltor zum zwischenzeitlichen 3:0. Auch beim Campeonato Sudamericano 1949 stand er im chilenischen Aufgebot. Im letzten Spiel gegen Uruguay traf er zunächst zum 1:1-Ausgleich und brachte seine Mannschaft wenige Minuten später mit 2:1 in Führung.
Anlässlich der Weltmeisterschaft 1950 in Brasilien wurde Infante in das chilenische Aufgebot berufen. Er kam jedoch weder im ersten Gruppenspiel gegen England noch in den Spielen gegen Spanien und die USA zum Einsatz. Chile schied als Gruppendritter nach der Vorrunde aus.

## Erfolge
- Chilenischer Meister: 1949, 1954